# Plimpton 322
Плімптон 322 (англ. Plimpton 322) — табличка, приклад вавилонської математики. З близько півмільйона вавилонських глиняних табличок знайдених з початку дев'ятнадцятого століття, декілька тисяч, в тому числі і ця, є математичного характеру. Названа так через те, що має номер 322 в Плімптонській колекції Колумбійського Університету, США.
Вважається, що ця табличка була написана близько 1800 до н. е., на ній зображено таблицю з чотирьох стовпчиків і п'ятнадцяти рядків чисел, записаних клинописом того періоду. Таблиця виявилась списком Піфагорових чисел, тобто чисел, що є розв'язками теореми Піфагора, {\displaystyle a^{2}+b^{2}=c^{2}}, як наприклад (3,4,5)